# Copilco
Copilco fue un importante centro ceremonial mesoamericano, el suroeste de la Ciudad de México, México. Se ubica aproximadamente cuatro kilómetros al norte de Cuicuilco y los dos se encuentran en una zona que fue cubierta de lava por las varias erupciones del volcán Xitle entre los siglo II a. C. y siglo I d. C. Es muy probable que la fundación, desarrollo y destino de ambas ciudades hayan tenido causas comunes, tanto por su ubicación geográfica, como por su cronología. 
La zona está situada al lado oeste Coyoacán, lugar de los que tienen o poseen coyotes, basada en la explicación del topónimo original, que se compone de tres voces nahuas: coyotl, coyote; hua, posesión y can, lugar. (náhuatl: coyō-hua-cān, «lugar de coyotes») en la zona cubierta por la lava procedente del volcán Xitle (según crónicas, la erupción del volcán sucedió el 24 de abril del año 76 de nuestra era).

## Fundación
Existen varias versiones sobre su fundación, se opina que la historia registra la fundación de Copilco en el año 100 a. C. Otra versión la ubica cronológicamente en el año 500 a. C.
Se han realizado varios túneles que llevan a los sitios donde se encuentran los cadáveres ocupando sus lugares primitivos, hay en torno de ellos muchos artículos de cerámica que deben ser ofrendas funerarias, su economía muy primitiva consistió en maíz, caza y pesca. Se encontró un cementerio cubierto por la lava provocada por la erupción del volcán Xitle, la lava se extendió en una zona de 13 por 15 kilómetros que forman el Pedregal de San Ángel.